# Ainaži
Ainaži (niem. Haynasch, est. Heinaste, lit. Ainažiai) – miasto na Łotwie, nad Zatoką Ryską, na granicy z Estonią i estońską wioską Ikla.
Przez miejscowość przebiega
E 67, międzynarodowa droga Via Baltica (Helsinki – Tallinn – Parnawa – Ainaži – Ryga – Bauska – Poniewież – Kowno – Mariampol – Suwałki – Białystok – Warszawa – Piotrków Trybunalski – Wrocław – Kłodzko – Hradec Králové – Praga).
W miejscowości znajduje się latarnia morska.

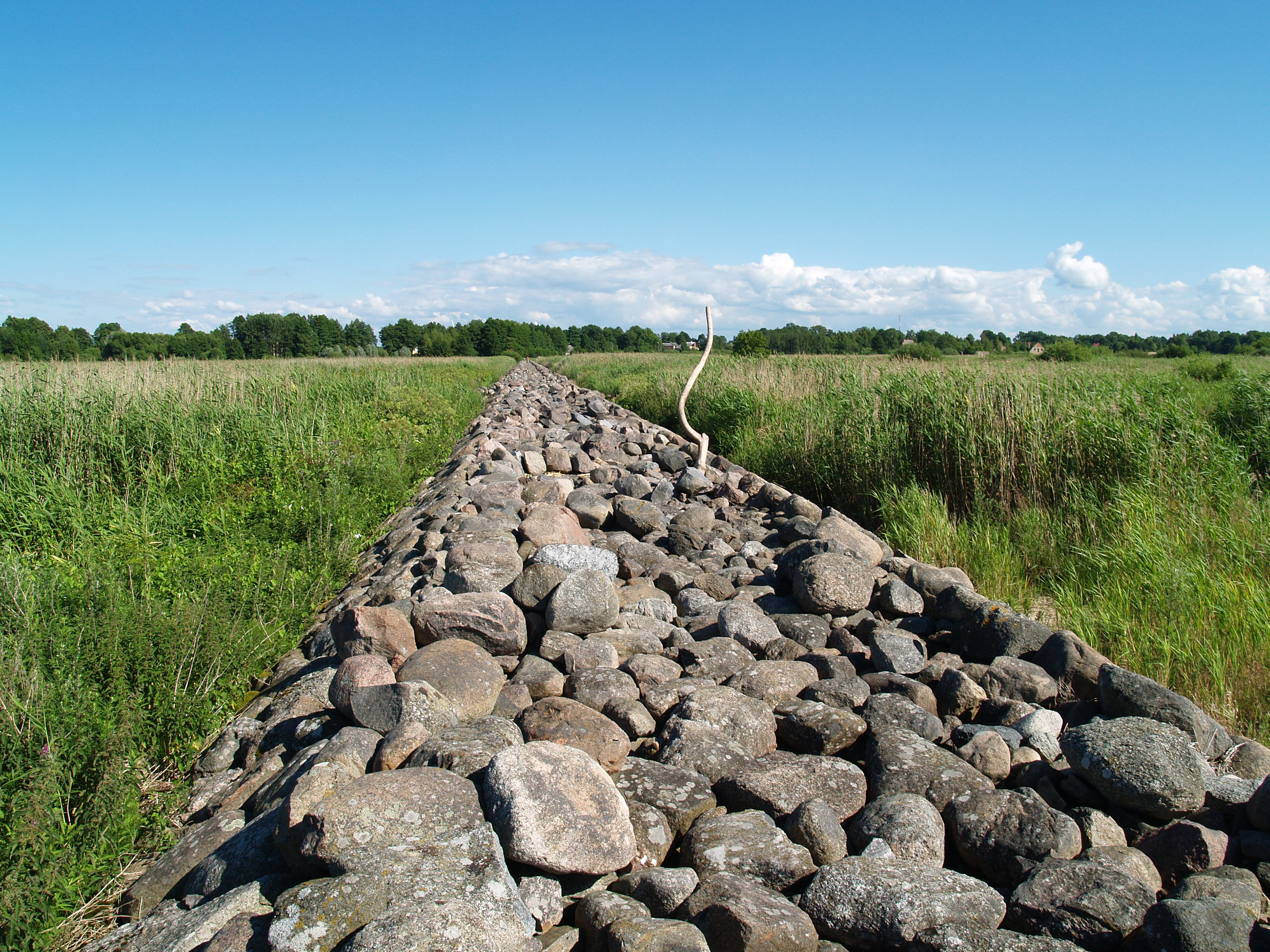
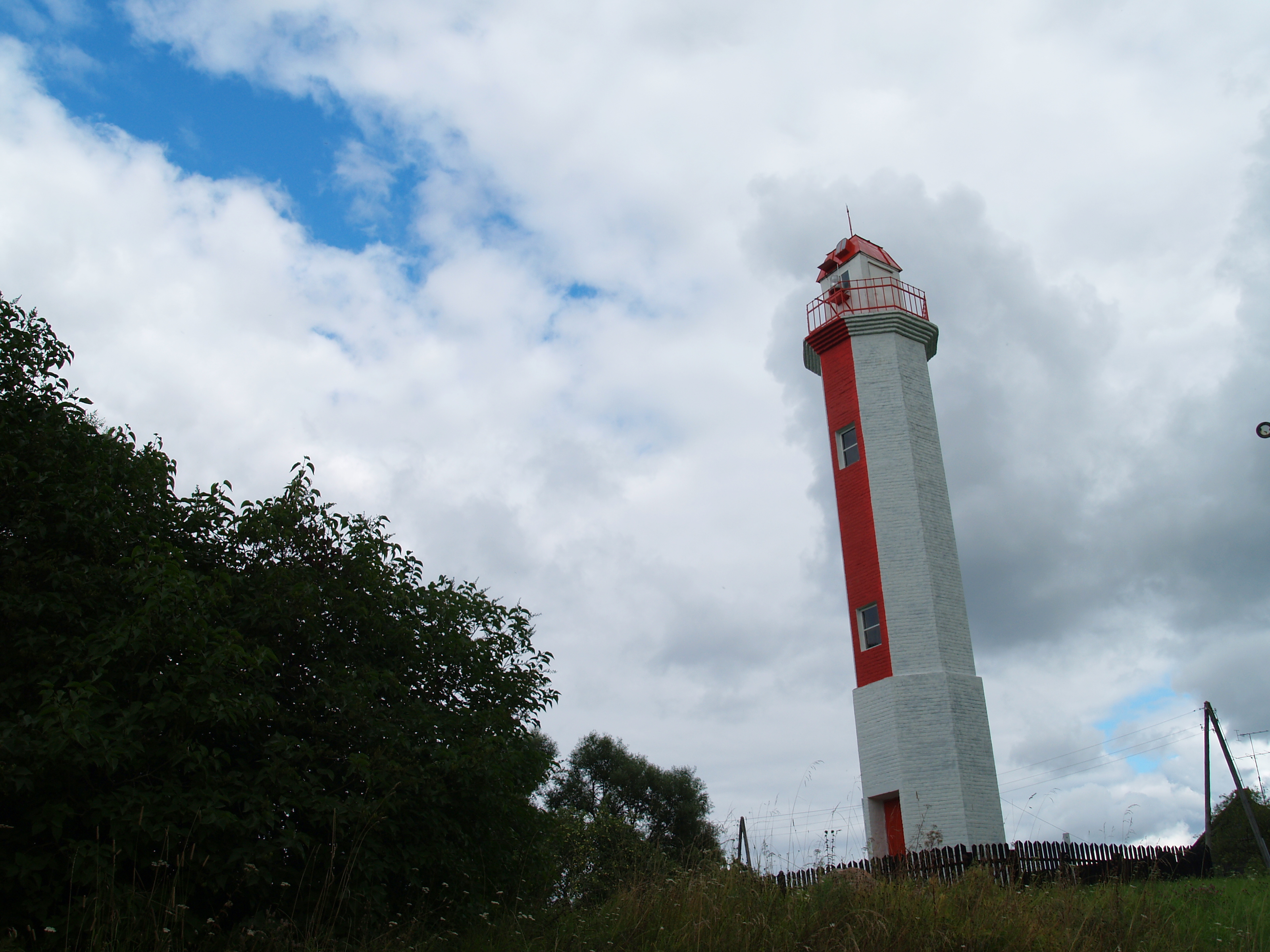
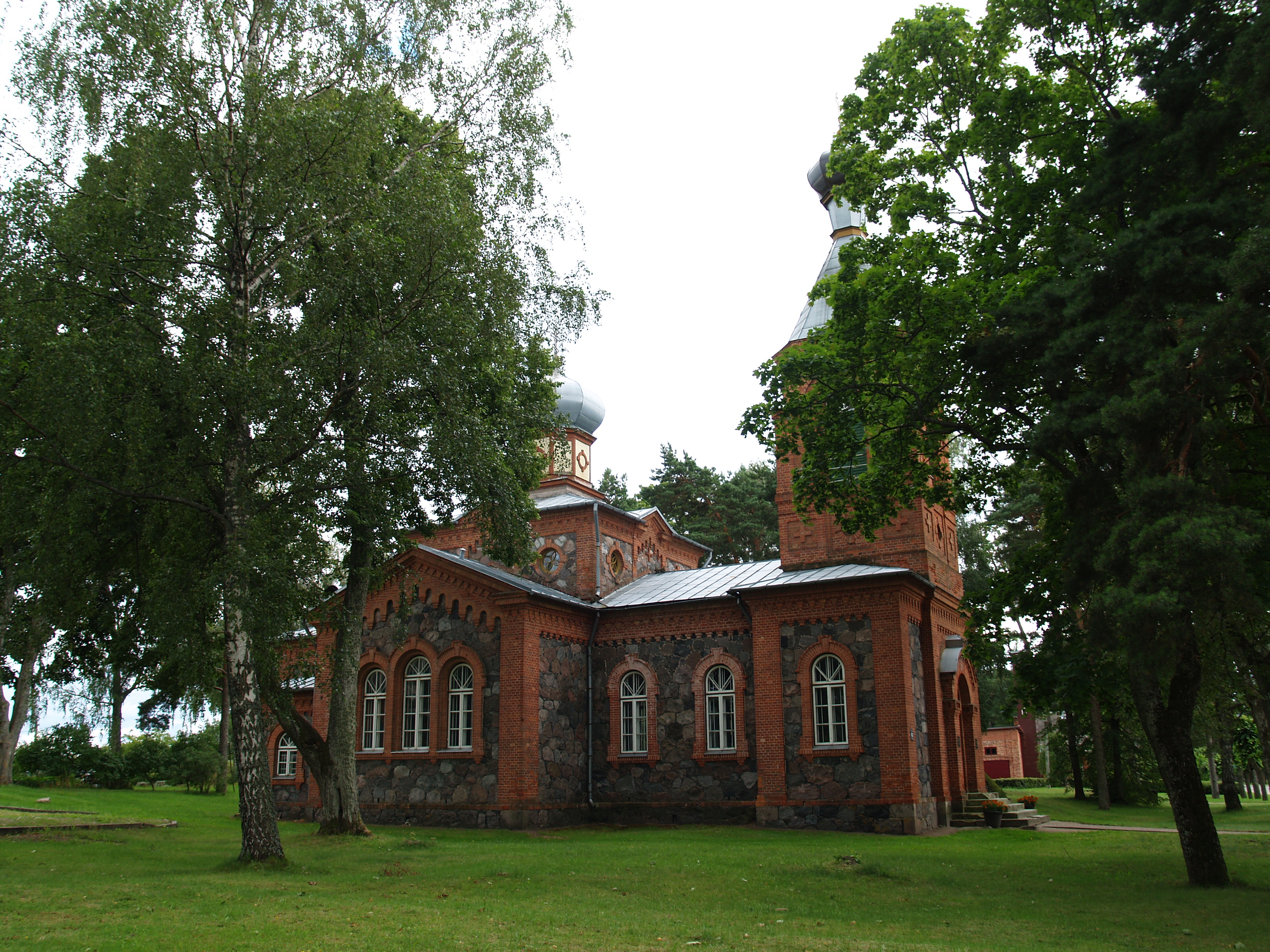
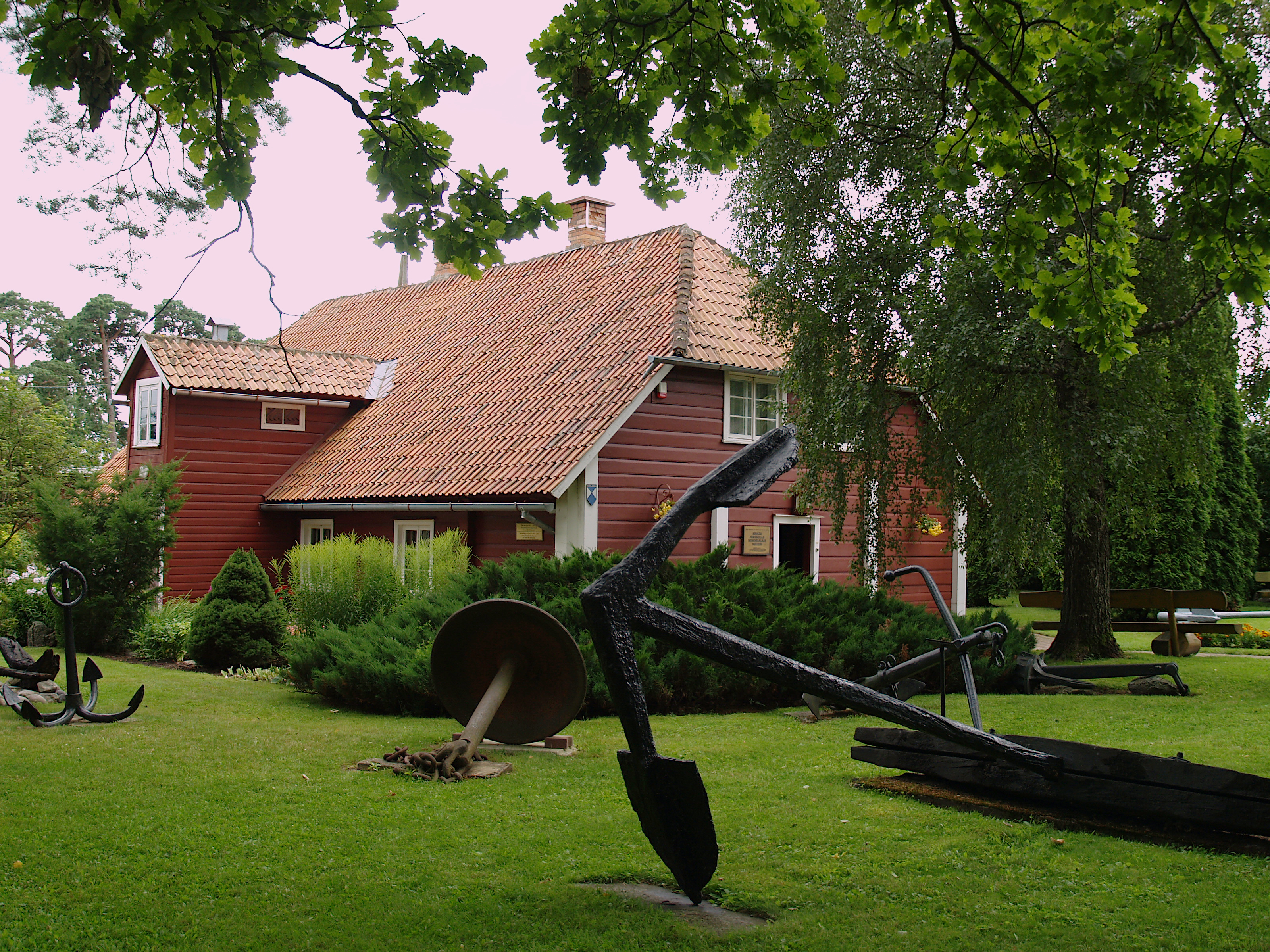
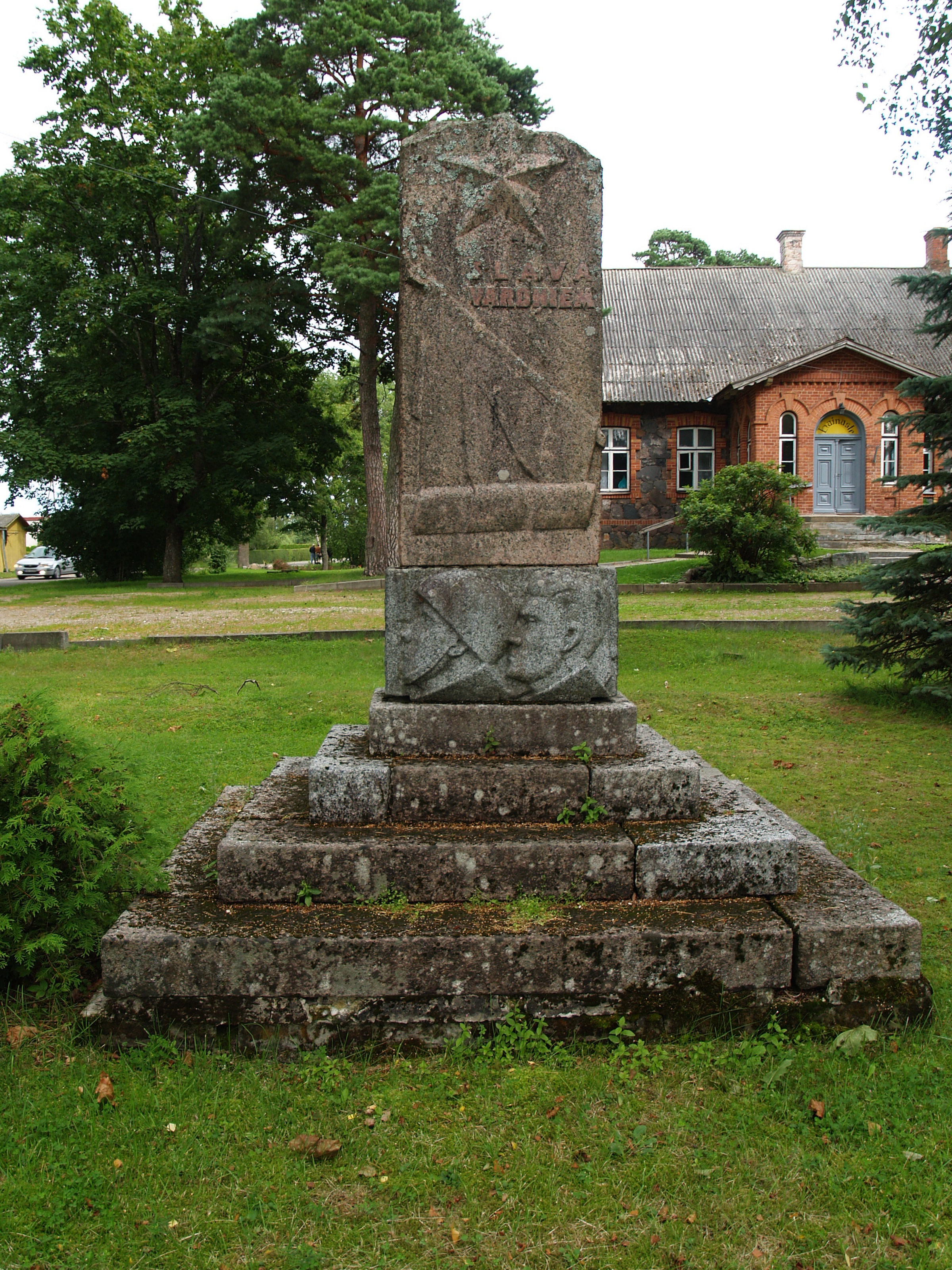
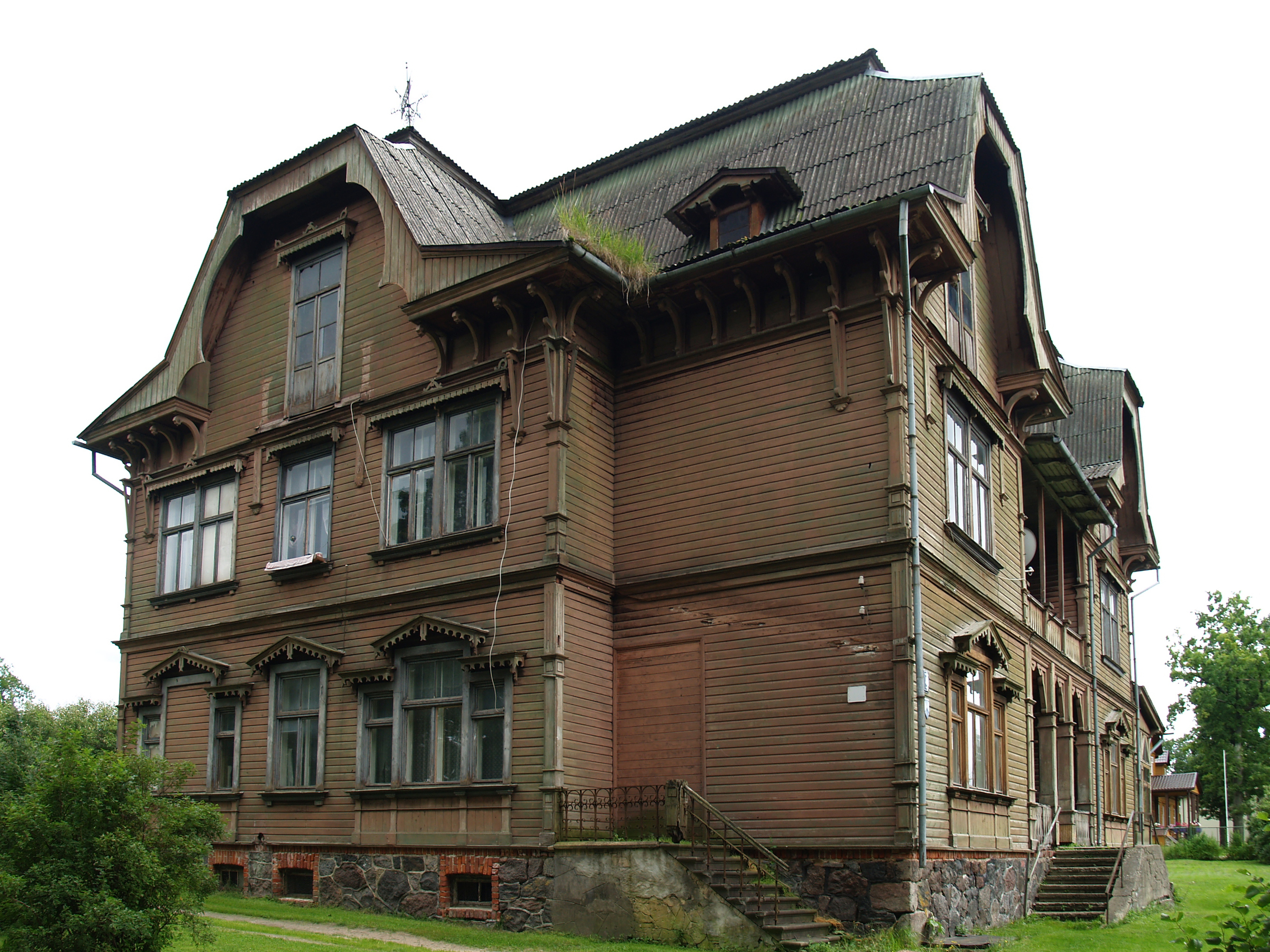
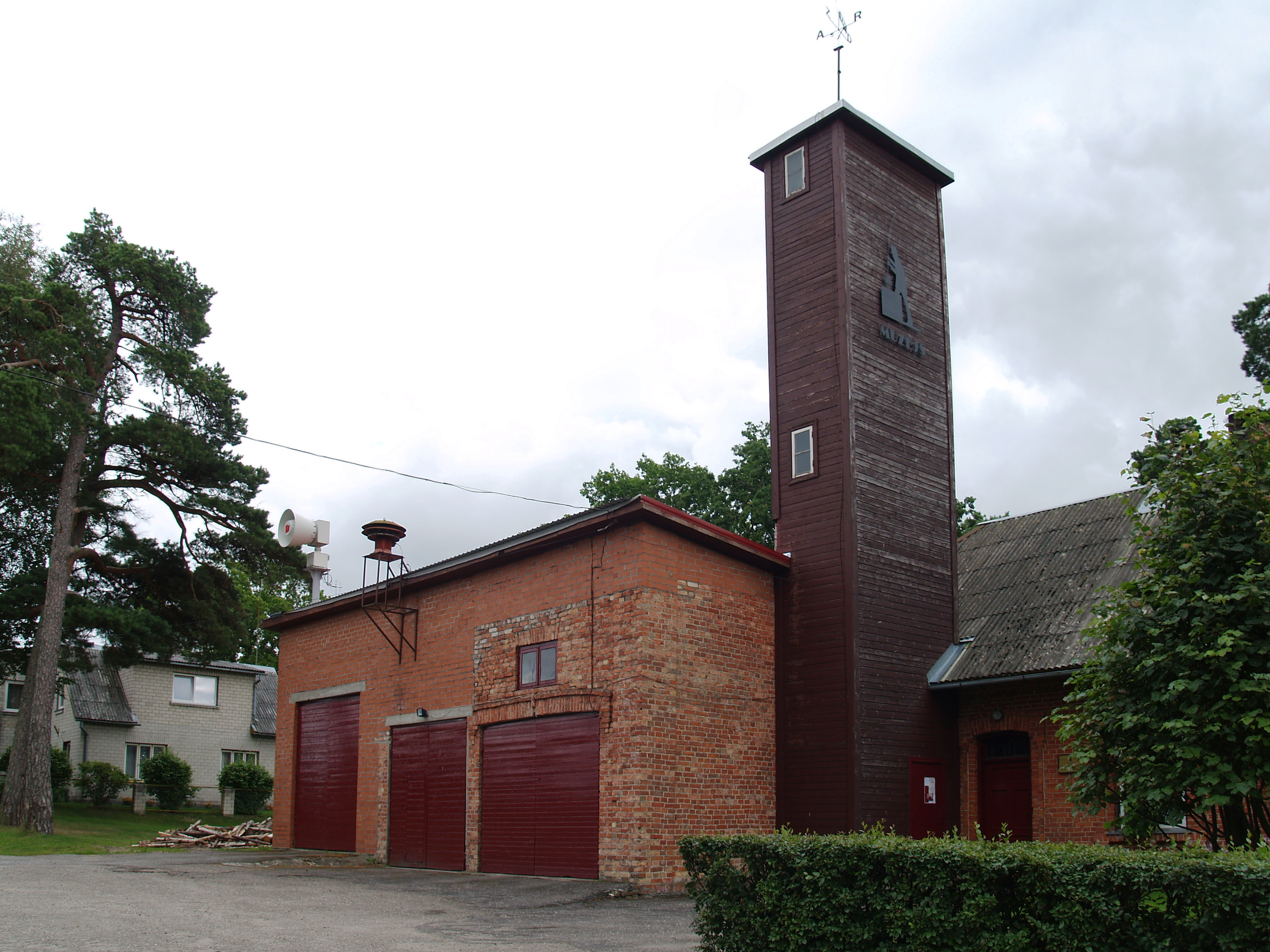